# Esch-sur-Sûre
Esch-sur-Sûre (luxemburgués: Esch-Sauer; alemán, Esch-Sauer) es una comuna y pequeña ciudad en el noroeste de Luxemburgo. Forma parte del cantón de Wiltz, que es parte del distrito de Diekirch. El municipio es el segundo más pequeño en superficie en Luxemburgo, después de Remich. En el año 2005 la ciudad de Esch-sur-Sûre, que queda en el norte del municipio, tenía una población de 314.
Esch-sur-Sûre se encuentra junto al río Sauer, justo al este y corriente abajo del artificial Lago del Sûre Superior. El destacado castillo de la ciudad, y la parte principal de la ciudad debajo, se easienta sobre un espolón de una tierra dentro de un marcado meandro del río.
El sufijo de su nombre distingue Esch-sur-Sûre de la ciudad de Esch-sur-Alzette, que es a menudo conocido justo como Esch.
Inmediatamente encima de la ciudad, el río ha sido represado para formar una central hidroeléctrica y un embalse que se extiende a lo largo de 10 km valle arriba. La presa del Sûre Superior fue construida en los sesenta para cubrir las necesidades de agua potable del país.

## Enlaces externos

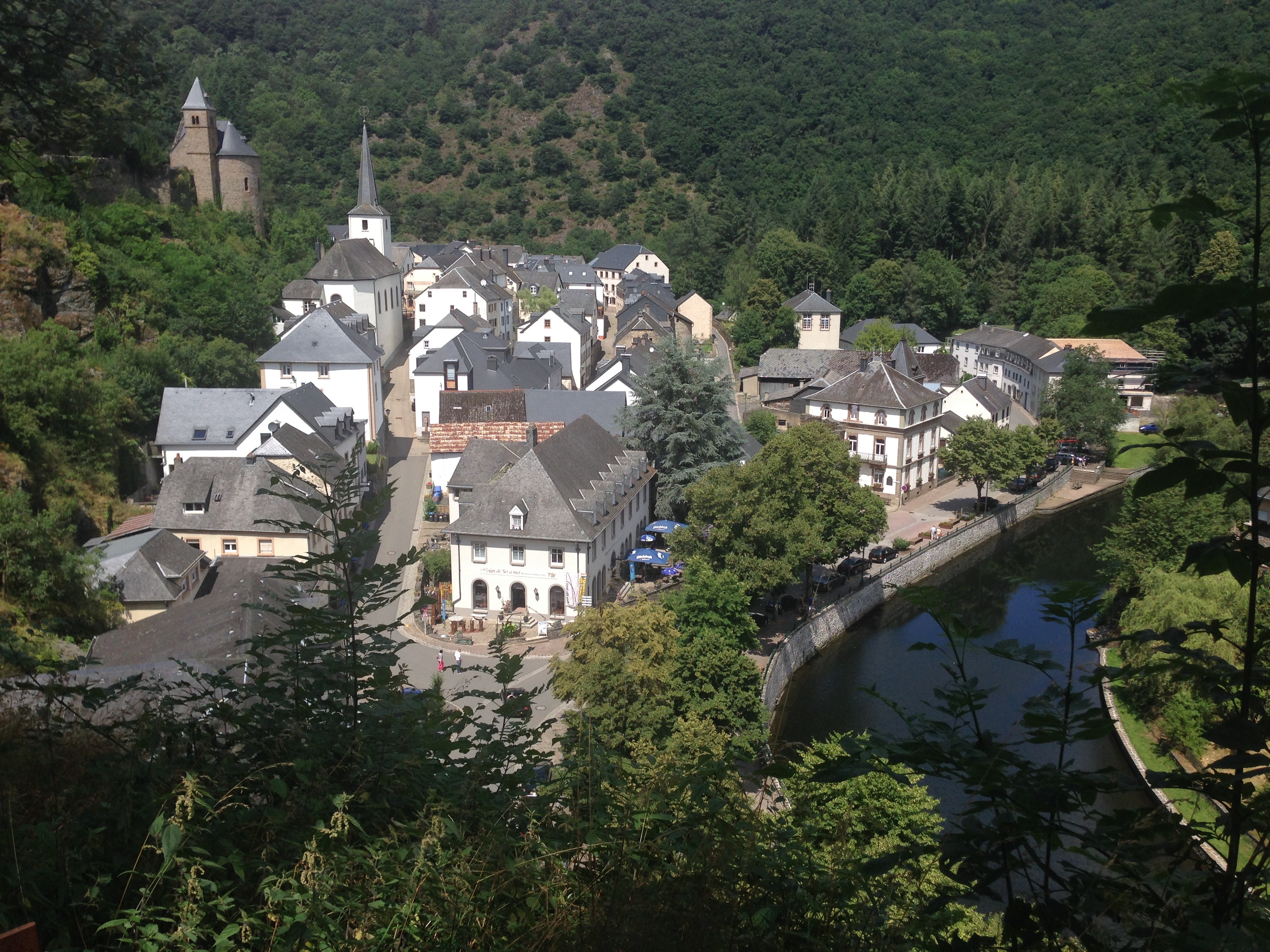
Esch-sur-Sûre

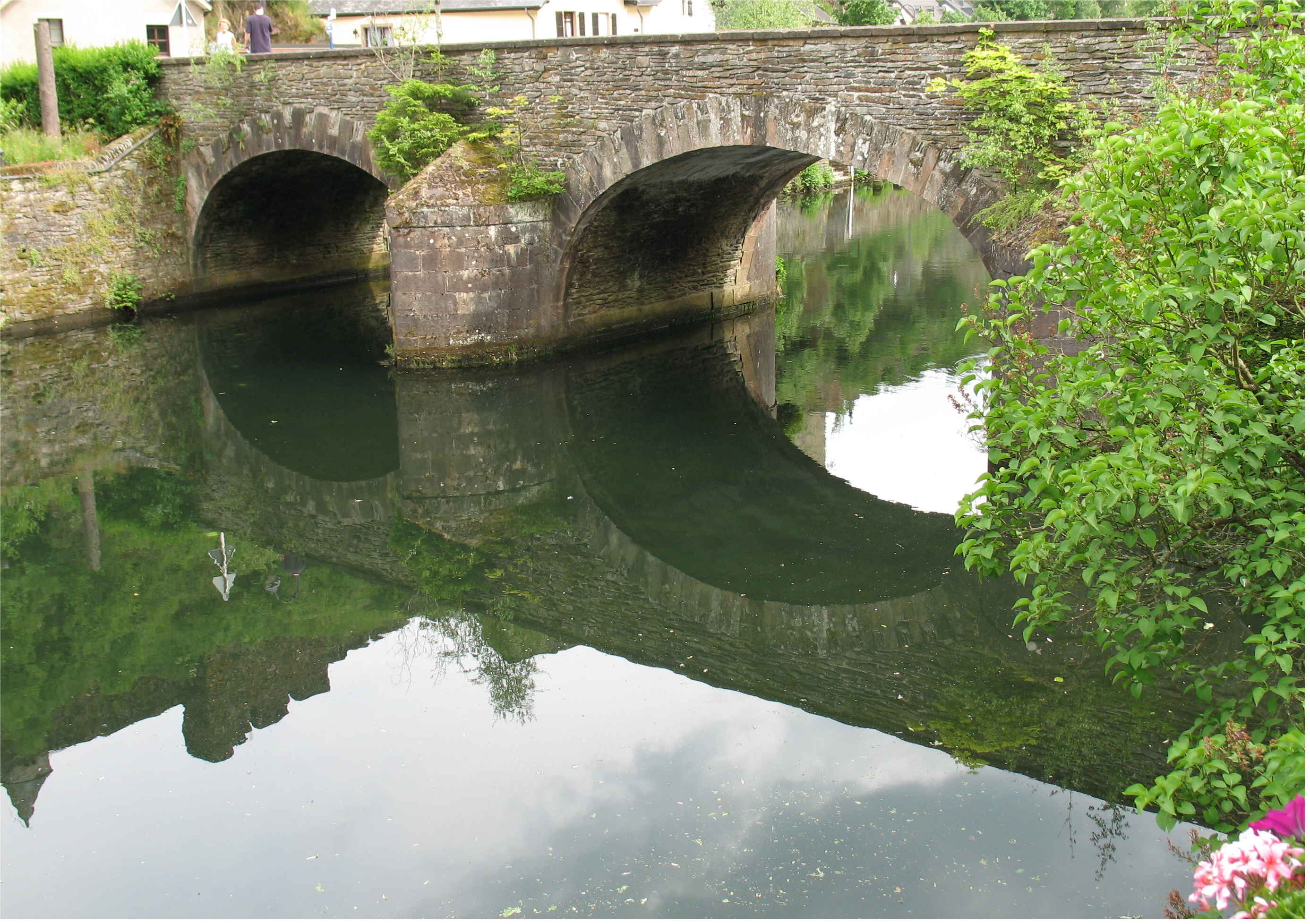
Puente sobre el Sûre